# كاثرين بيرجيتا والي
كاثرين بيرجيتا والي (مواليد 1956) هي أستاذة الكيمياء في جامعة كاليفورنيا وعالمة أولى في قسم العلوم الكيميائية في مختبر لورانس بيركلي الوطني.